# Шеллинг, Каролина
Каролина Шеллинг (нем. Caroline Schelling, урожд. Михаэлис, в первом браке Бёмер, во втором — Шлегель; 2 сентября 1763, Гёттинген — 7 сентября 1809, Маульбронн) — немецкая писательница и переводчица. Супруга Августа Вильгельма Шлегеля и Фридриха Вильгельма Шеллинга. Муза нескольких поэтов и мыслителей эпохи романтизма.

## Биография
Полное имя — Доротея Каролина Альбертина Михаэлис. Дочь профессора Гёттингенского университета Иоганна Давида Михаэлиса (1717—1791). С ранних лет общалась в гёттингенских учёных кругах и дружила с Терезой Гейне и её будущим супругом Георгом Форстером. 15 июня 1784 года вышла замуж за друга юности, клаустальского врача Иоганна Франца Вильгельма Бёмера (1754—1788) и сына юриста Георга Людвига Бёмера (1715—1797). 28 апреля 1785 года родился их первый ребёнок Августа Бёмер. Вторая дочь Тереза родилась 23 апреля 1787 года. 4 февраля 1788 года муж Каролины умер от инфекции, попавшей в рану. Беременная третьим ребёнком Каролина вернулась с дочерьми в родительский дом в Гёттинген, где в августе 1788 года у неё родился сын Вильгельм, проживший лишь несколько недель. В Гёттингене Каролина познакомилась с Георгом Эрнстом Таттером, сопровождавшим английского принца, и влюбилась в него. Весной 1789 года Каролина с дочерьми переехала к своему сводному брату профессору медицины Кристиану Фридриху Михаэлису в Марбург. 17 декабря 1789 года умерла дочь Тереза, и осенью 1789 года Каролина с дочерью Августой вернулись в Гёттинген.
В 1791 году умер отец Каролины, её мать переехала в Брауншвейг, родительский дом в Гёттингене был продан. В марте 1792 года «кокетливая молодая вдова», как себя называла Каролина, перебралась с дочерью в Майнц, где приняла в свой дом бежавшую от брака из Гёттингена Мету Форкель и много общалась с Георгом Форстером и Терезой Гейне, поженившимися в 1785 году.
В октябре 1792 года Майнц был занят французской революционной армией под управлением Кюстина. Каролина и раньше не скрывала своих демократически-революционных взглядов. Между Терезой Форстер и другом дома Людвигом Фердинандом Губером возникли интимные отношения, с которыми Георг Форстер смирился. Впоследствии Тереза Форстер с согласия своего супруга переехала с Губером в Швейцарию в декабре 1792 года. В городе стали поговаривать об отношениях между Каролиной и Форстером.
18 марта 1793 года была провозглашена Майнцская республика, которая спустя три дня присоединилась к революционной Франции. В это время Каролина забеременела от 19-летнего лейтенанта Жана Батиста Дюбуа-Крансе. 25 марта 1793 года Форстер по поручению Майнцской республики был направлен в Париж вести дальнейшие политические переговоры. Оставшись одна и опасаясь того, что Майнц вскоре будет отвоеван прусскими войсками, Каролина вместе с матерью спустя пять дней покинула Майнц.
На следующий день Каролина Бёмер вместе с сопровождавшими её майнцскими якобинцами была задержана в Оппенхайме прусскими военными и затем была арестована на основании её связей с лидерами майнцских якобинцев. Сначала Каролину поместили в крепость Кёнигштайн в Таунусе, а затем доставили в таунусский Кронберг под домашний арест. Каролина скрывала свою беременность и была готова убить себя, если о ней станет известно.
Друзья, знакомые и родственники пытались добиться её освобождения. Брат Готфрид Филипп Михаэлис обратился с прошением напрямую к королю Фридриху Вильгельму II, и это принесло результат. После оплаты расходов Каролина и Августа были освобождены 5 июля 1793 года. Август Вильгельм Шлегель перевёз её из Кронберга в Лейпциг, а затем в соседний городок Луку. Там под чужим именем 3 ноября 1793 года Каролина родила сына Вильгельма Юлиуса. Несколько раз её посещал Фридрих Шлегель, заботился о ней и стал крёстным ребёнка. В то время состоять в связи с офицером революционной Франции было опасно. Хотя Каролина и осмеливалась переписываться с отцом ребёнка, но дала отказ на его предложение руки и сердца. Она также отказалась передать ребёнка отцу на усыновление во Франции. Вместо этого в январе 1794 года Каролина оставила сына на воспитание в Луке, а сама уехала с дочерью Августой сначала к друзьям Готтерам в Готу. Из её переписки следует, что и она, и Августа были очень привязаны к мальчику, однако Каролине больше не было суждено увидеть сына, который умер 30 апреля 1795 года от инфекционного заболевания.
После освобождения Каролина подвергалась в Германии как «легкомысленная» женщина и «демократка» общественному порицанию и дискриминации со стороны властей. В Гёттингене был издан декрет о нежелательности появления Каролины. На планировавшийся переезд в Дрезден был получен запрет. Даже старые друзья отвернулись от Каролины или подвергались давлению. В 1795 году Каролина с дочерью нашли прибежище в доме матери в Брауншвейге. Туда спустя несколько месяцев прибыл из Амстердама Август Вильгельм Шлегель. Находясь в тяжёлом экономическом и социальном положении, Каролина вышла за него замуж 1 июля 1796 года, спустя неделю супруги переехали в Йену, где были приняты местными академическими кругами. 17 июля Каролине неожиданно нанёс визит Гёте, а в декабре Каролина и Август Вильгельм съездили на несколько дней в Веймар. Тем не менее, политическое преследование не прекращалось, и неудивительно, что Каролина обсуждала планы переезда со Шлегелем в Америку. Но братья Шлегели стали играть центральную роль в йенском романтизме, и второй брак Каролины в конце концов обеспечил ей возвращение в буржуазное общество. Она принимала живое участие в литературном творчестве.
На этот период приходится совместная работа Каролины и Шлегеля над переводом сочинений Шекспира. Шлегель обсуждал с супругой проблемы перевода, она подбирала варианты перевода и записывала на чистовик. Её упрекали, что её улучшения только ухудшали переводы и что она позволяла себе большие вольности с оригиналом, но в общем и целом её работа оказала помощь находившемуся в цейтноте Шлегелю. Вместе с супругой в 1797—1799 годах Шлегель перевёл шесть наиболее значимых произведений Шекспира: «Юлий Цезарь», «Двенадцатая ночь», «Ромео и Джульетта», «Буря», «Гамлет», «Венецианский купец».
В 1798 году в Йену прибыл философ Фридрих Вильгельм Йозеф Шеллинг. Как и Новалис и Людвиг Тик, он вскоре также стал частым гостем в доме Шлегелей. Между ним и Каролиной возникла любовная связь, к которой её супруг отнёсся спокойно. В начале марта 1800 года Каролина тяжело заболела «нервной горячкой» (вероятно, тифом) и в течение шести недель находилась между жизнью и смертью. Поправить здоровье она отправилась во франконский Бад-Боклет, где её в июне посетили Шеллинг и дочь Августа. Каролина выздоровела, но заботившаяся о ней Августа внезапно заболела дизентерией и умерла 12 июля 1800 года. Ранняя смерть Августы потрясла Каролину. Она запретила себе любить Шеллинга и хотела видеть в нём только духовного сына. Его духовным отцом она видела Гёте.
В конце 1800 года Август Вильгельм Шлегель был переведён из Йены в Берлин. Каролина осталась, их отношения разладились. Она «полуофициально» сошлась с Шеллингом. Супруги Шлегели договорились развестись, и развод был оформлен 17 мая 1803 года. 26 июня 1803 года Каролина Шлегель вышла замуж за Фридриха Шеллинга в Мурхардте. В том же году Шеллинги переехали в Вюрцбург. Когда в 1806 году по Пресбургскому миру Вюрцбург отошёл Фердинанду Габсбургу, ставшему великим герцогом Вюрцбурга, Шеллинг отказался присягать новому правительству. В мае 1808 года Шеллинг получил должность генерального секретаря учреждённой в Мюнхене Академии изобразительных искусств, что обеспечило ему достаточно комфортное существование. В Мюнхене Шеллинги поддерживали связи с Клеменсом и Беттиной Брентано, а также с Людвигом Тиком и его сестрой, которые в это время проживали в Мюнхене.
7 сентября 1809 года Каролина умерла в Маульбронне, находясь в гостях у родителей Шеллинга, как и её дочь Августа, от дизентерии.